# Betharia Sonata
Betharia Sonata, właśc. Sri Betharia Sonatha (ur. 14 grudnia 1962 w Bandungu) – indonezyjska piosenkarka i aktorka filmowa.
W latach 90. XX wieku wylansowała przebój „Hati Yang Luka”. Jej dorobek fonograficzny obejmuje albumy: Seandainya (1995), Memoriku Di Karaoke (1997), Best of Betharia Sonatha Karaoke (1999), Melayu Deli Betharia Sonatha (1999), Platinum 22 Best Of Betharia Sonatha Vol. 002 (2003).
Zagrała główne role w filmach Kamus Cinta Sang Primadona i Biarkan Aku Cemburu. Pojawia się również w serialach telewizyjnych.